# 진리의 말씀
《진리의 말씀》은 대한민국의 방송국 기독교방송의 라디오 채널 CBS 표준FM에서 매주 일요일 오전 7시 30분 ~ 오전 8시까지 방송하는 라디오 프로그램이다.
2015년 CBS 가을개편으로 방송시간이 일요일 오후 6시에서 일요일 오전 7시 30분으로 옮겨졌으며 담당 목사도 바뀌었다.

## 담당 목사
- 영안교회 양병희 목사

## 같이 보기
- CBS 표준FM

| CBS 표준FM               |                          |                     |
| 이전                     | 진리의 말씀 (일)         | 다음                |
| 영락의 강단              | 진리의 말씀 (일)         | CBS 광장            |
| 오전 7시 ~ 오전 7시 30분 | 오전 7시 30분 ~ 오전 8시 | 오전 8시 ~ 오전 9시 |
|                          |                          |                     |

| 부산CBS 표준FM           |                          |                     |
| 이전                     | 진리의 말씀 (일)         | 다음                |
| 영락의 강단              | 진리의 말씀 (일)         | CBS 광장            |
| 오전 7시 ~ 오전 7시 30분 | 오전 7시 30분 ~ 오전 8시 | 오전 8시 ~ 오전 9시 |
|                          |                          |                     |

| 경남CBS 표준FM           |                          |                     |
| 이전                     | 진리의 말씀 (일)         | 다음                |
| 영락의 강단              | 진리의 말씀 (일)         | CBS 광장            |
| 오전 7시 ~ 오전 7시 30분 | 오전 7시 30분 ~ 오전 8시 | 오전 8시 ~ 오전 9시 |
|                          |                          |                     |